# Bernhard Eisel
Bernhard Eisel (Voitsberg, 17 febbraio 1981) è un dirigente sportivo ed ex ciclista su strada austriaco. È stato ciclista professionista dal 2001 al 2019, evidenziando caratteristiche di velocista e vincendo tra le altre una Gand-Wevelgem e due tappe al Giro di Svizzera. Dopo il ritiro dalle corse è diventato direttore sportivo del team Bora-Hansgrohe.

## Carriera

### Gli esordi e i primi anni da professionista
A 17 anni Eisel si trasferì in Italia, dove corse con la squadra juniores Rinascita Ormelle di Treviso, poi per la Gli Amici Piave di Moreno Argentin. Nel 2001 passò professionista nei ranghi della squadra under-23 della Mapei-Quick Step, dismessa due anni dopo. Ancora alla ricerca di una squadra, si mise in luce alla Paris-Corrèze, dove terminò secondo dietro Baden Cooke e, successivamente, firmò un contratto con la Fdjeux.com dei fratelli Madiot, dove trovò lo stesso Cooke.
Nella nuova squadra si dimostrò subito una buona scelta, vincendo nel mese di marzo la prima gara da professionista, nella seconda tappa del Grand Prix Erik Breukink, che terminò alla fine al terzo posto. In particolare si mise in luce nelle grandi classiche. Alla prima partecipazione terminò dodicesimo alla Milano-Sanremo, quattordicesimo al Giro delle Fiandre e ventiduesimo alla Parigi-Roubaix. Partecipò anche al Giro d'Italia, il suo primo Grande giro, in cui terminò per due volte terzo in volata, battuto da Alessandro Petacchi, Robbie McEwen o Mario Cipollini. Alla fine della stagione, ottenne la sua seconda vittoria, in una tappa del Tour du Limousin.
La seconda stagione di Eisel fu più difficile. Terminò quinto al Grote Scheldeprijs, ma non riuscì a mostrare buone performance nelle grandi classiche, vincendo solo una tappa al Critérium des Espoirs, una corsa minore. Partecipò comunque al suo primo Tour de France. Iniziò la stagione 2005 in Portogallo con tre vittorie, una tappa al Grand Prix Costa Azul, che terminò secondo dietro Rubén Plaza, e due tappe alla Volta ao Algarve. In ottima condizione per le classiche, terminò tredicesimo al Giro delle Fiandre, ma deluse alla Parigi-Roubaix. In giugno ottenne la quarta vittoria della stagione, in una tappa del Tour de Suisse.

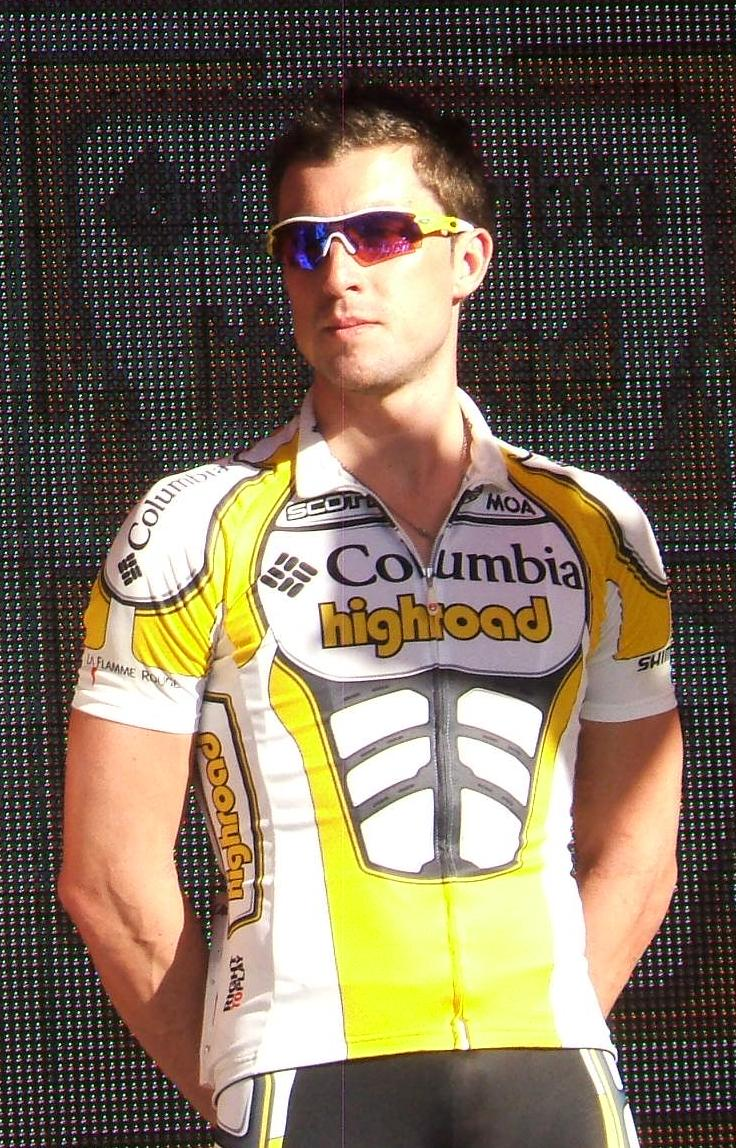
Bernhard Eisel al Tour Down Under 2009

La stagione 2006 iniziò per Eisel con un nuovo secondo posto al Grand Prix Costa Azul, dietro Robbie McEwen, e due nuove vittorie al Tour of Qatar, dove batté allo sprint il campione del mondo Tom Boonen, e ancora alla Volta ao Algarve. Ventitreesimo alla Milano-Sanremo, si presentò con la giusta condizione alle classiche del pavé. Nella Tre Giorni di La Panne andò in fuga nella prima tappa con Leif Hoste e Gert Steegmans, terminando secondo; vinse poi la seconda tappa, indossando la maglia di leader. L'ultima tappa, una cronometro, fu però vinta da Hoste, che si aggiudicò la vittoria finale malgrado la resistenza di Eisel, che terminò ottavo la crono. Qualche giorno dopo, chiuse quindicesimo al Giro delle Fiandre, poi settimo la Gand-Wevelgem. Alla Parigi-Roubaix rimase nel gruppo dei migliori, cogliendo l'ottavo posto finale, trasformato in quinto in seguito al declassamento di tre corridori giunti davanti a lui. Questa risultò essere la sua migliore stagione nelle classiche. Terminò l'anno con un buon undicesimo posto ai Campionati del mondo di Salisburgo.

### 2007-2011: Team Columbia/HTC
In seguito ai buoni risultati della stagione 2006, Eisel venne ingaggiato dalla T-Mobile. Corse un buon Tour of Qatar, che terminò quarto, e vinse come negli anni precedenti una tappa alla Volta ao Algarve. La campagna nelle classiche fu deludente, segnata dalla malasorte, come alla Parigi-Roubaix, in cui fu vittima di una caduta, di due forature e la rottura del manubrio. Si concentrò quindi sul Tour de France. Nelle successive corse della stagione, rimase via via vittima dei successi degli altri velocisti della squadra, Gerald Ciolek e Mark Cavendish, e dovette spesso abbandonare le sue ambizioni. Ottenne ugualmente due vittorie, negli Stati Uniti, alla Commerce Bank Reading Classic e alla Commerce Bank Lancaster Classic.
Nel 2008, dopo la quinta vittorie di tappa in quattro anni alla Volta ao Algarve, Eisel disputò una buona campagna delle classiche, responsabilizzato dall'assenza del leader della squadra per questo tipo di corse, Marcus Burghardt, infortunato. Terminò sesto all'E3 Prijs Vlaanderen, poi undicesimo al Giro delle Fiandre e diciassettesimo alla Parigi-Roubaix. Dovette poi attendere il 9 ottobre per riportare la seconda vittoria stagionale, conquistando la Parigi-Bourges al fotofinish su Cédric Pineau. Nel 2009, per la prima volta dal 2004, non ottenne alcuna vittoria nell'Algarve. La settimana successiva terminò secondo alla Kuurne-Bruxelles-Kuurne dietro Tom Boonen. L'anno dopo vince la prestigiosa Gand-Wevelgem superando quattro rivali in volata ristretta.

### Dal 2012: Team Sky e Dimension Data
Nel 2012, con la chiusura del team HTC-Highroad, si trasferisce al team Sky Procycling insieme, tra gli altri, al compagno e capitano di volate Cavendish. Con la nuova maglia coglie il terzo posto all'E3 Harelbeke 2012; nelle stagioni seguenti si afferma come gregario per le volate e talvolta capitano per le classiche di un giorno (nel biennio 2013-2014 conclude la Parigi-Roubaix tra i primi 15).
Nella stagione 2016 passa al team sudafricano Dimension Data, ritrovando Cavendish e l'altro ex compagno Mark Renshaw.
All'inizio del 2020 annuncia il ritiro dall'attività agonistica.

## Palmarès
- 2002 (Mapei, una vittoria)

Radclassic Gleisdorf
- 2003 (Fdjeux.com, due vittorie)

2ª tappa Grand Prix Erik Breukink (Riemst)
4ª tappa Tour du Limousin (Limoges)
- 2004 (Fdjeux.com, una vittoria)

3ª tappa Criterium des Espoirs (Saint-Jean-de-Luz)
- 2005 (Française des Jeux, quattro vittorie)

4ª tappa Grand Prix Internacional Costa Azul (Santiago do Cacém > (Santiago do Cacém)
1ª tappa Volta ao Algarve (Albufeira)
2ª tappa Volta ao Algarve (Tavira)
1ª tappa Tour de Suisse (Weinfelden)
- 2006 (Française des Jeux, tre vittorie)

4ª tappa Tour of Qatar (Doha)
2ª tappa Volta ao Algarve (Lagos)
2ª tappa Tre Giorni di La Panne (Zottegem > Oostduinkerke)
- 2007 (T-Mobile, quattro vittorie)

2ª tappa Volta ao Algarve (Tavira)
Lancaster Classic
Reading Classic
Classifica generale Commerce Bank Triple Crown of Cycling
- 2008 (Team High Road, due vittorie)

5ª tappa Volta ao Algarve (Portimão)
Parigi-Bourges
- 2009 (Team Columbia-HTC, una vittoria)

1ª tappa Tour de Suisse (Davos)
- 2010 (Team HTC-Columbia, una vittoria)

Gand-Wevelgem

### Altri successi
- 2003

Wels Innenstadt Kriterium
- 2004

Criterium di Weiser
- 2005

Classifica a punti Grand Prix Internacional Costa Azul
Classifica a punti Volta ao Algarve
- 2006

Grazer Altstadt-kriterium
- 2011

Welser Innenstadt Kriterium
- 2017

Classifica scalatori Arctic Race of Norway

## Piazzamenti

### Grandi Giri
- Giro d'Italia

2003: 64º
2012: 152º
2014: 138º
2015: 143º
- Tour de France

2004: 131º
2005: 143º
2006: 108º
2007: 121º
2008: 144º
2009: 150º
2010: 156º
2011: 161º
2014: 126º
2016: 171º
2017: 153º
- Vuelta a España

2005: ritirato (6ª tappa)
2006: ritirato (16ª tappa)
2010: ritirato (4ª tappa)

### Classiche monumento
- Milano-Sanremo

2003: 12º
2006: 23º
2007: 34º
2008: 107º
2009: ritirato
2010: 44º
2011: 47º
2012: ritirato
2013: 10º
2014: 65º
2015: ritirato
2017: 185º
2019: 128º
- Giro delle Fiandre

2003: 14º
2004: 104º
2005: 13º
2006: 15º
2007: 86º
2008: 11º
2009: 72º
2010: 16º
2011: 14º
2012: 54º
2013: ritirato
2014: 60º
2015: 99º
2016: ritirato
2017: 104º
2019: 117º
- Parigi-Roubaix

2003: 22º
2004: 36º
2005: 49º
2006: 5º
2007: 65º
2008: 17º
2009: 47º
2010: 38º
2011: 7º
2012: 86º
2013: 12º
2014: 13º
2015: 71º
2016: 44º
2017: 36º
2019: 66º

### Competizioni mondiali
- Campionati del mondo

Valkenburg 1998 - In linea Juniores: ritirato
Verona 1999 - In linea Juniores: 5º
Plouay 2000 - In linea Under-23: 19º
Zolder 2002 - In linea: 151º
Hamilton 2003 - In linea: 23º
Madrid 2005 - In linea: 110º
Salisburgo 2006 - In linea: 11º
Melbourne 2010 - In linea Elite: 65º
Copenaghen 2011 - In linea Elite: 158º
Toscana 2013 - In linea Elite: ritirato
Ponferrada 2014 - In linea Elite: ritirato
Doha 2016 - In linea Elite: ritirato
- Giochi olimpici

Atene 2004 - In linea: ritirato
Londra 2012 - In linea: 36º